# Martina Batini
Martina Batini (ur. 17 kwietnia 1989 w Pizie) – włoska florecistka, srebrna medalistka olimpijska i wielokrotna medalistka mistrzostw świata.
Początkowo startowała zarówno w szpadzie jak i florecie, ostatecznie wyspecjalizowała się w drugiej z tych broni. W 2006 roku zdobyła złoto drużynowo na mistrzostwach świata juniorów w Taebaek. Na rozgrywanych rok później mistrzostwach świata juniorów w Belek była druga drużynowo. Ponadto na mistrzostwach świata juniorów w Belfaście w 2009 roku była druga drużynowo i trzecia indywidualnie.
Na igrzyskach olimpijskich w Tokio Włoszki w składzie: Alice Volpi, Arianna Errigo, Martina Batini i Erica Cipressa zajęły trzecie miejsce w rywalizacji drużynowej. W zawodach indywidualnych zajęła tam 19. miejsce.
Podczas mistrzostw świata w Kazaniu (2014) wspólnie z koleżankami z reprezentacji zdobyła złoty medal w drużynie. Wynik ten reprezentacja Włoch z Batini w składzie powtórzyła na mistrzostwach świata w Moskwie (2015) i mistrzostwach świata w Lipsku (2017), a podczas mistrzostw świata w Rio de Janeiro (2016) zdobyła srebrny medal. Ponadto na mistrzostwach świata w Kazaniu (2014) zajęła drugie miejsce indywidualnie, w finale przegrywając z Arianną Errigo.
Kilkukrotnie zdobywała również drużynowe medale mistrzostw Europy, w tym złote na ME w Strasburgu (2014), mistrzostwach Europy w Montreux (2015) i mistrzostwach Europy w Tbilisi (2017). W turniejach indywidualnych była najlepsza na ME w Płowdiwie (2023) i druga na ME w Strasburgu (2014).
Ponadto zdobyła drużynowo złoty medal na igrzyskach europejskich w Krakowie (2023).
Szermierkę uprawiała też jej młodsza siostra Camilla (szpadzistka, indywidualnie brązowa medalistka Mistrzostw Świata Juniorów 2011).
Ukończyła studia inżynierskie z zakresu zarządzania w inżynierii na Uniwersytecie w Pizie.